# Olga Krzyżanowska
Olga Teresa Krzyżanowska (ur. 10 września 1929 w Warszawie, zm. 22 czerwca 2018 w Gdańsku) – polska lekarka, polityk i działaczka społeczna, posłanka na Sejm X, I, II i III kadencji (1989–2001), wicemarszałek Sejmu X i II kadencji (1989–1991, 1993–1997), senator V kadencji (2001–2005).

## Życiorys
W okresie II wojny światowej była harcerką Szarych Szeregów, używała pseudonimu „Żabusia”. Brała udział w powstaniu warszawskim, została odznaczona Krzyżem Walecznych. W 1952 ukończyła studia na Wydziale Lekarskim Akademii Medycznej w Gdańsku. Pracowała w szpitalu powiatowym w Pucku, szpitalu wojewódzkim i AM w Gdańsku. Do 1989 kierowała Wojewódzką Przychodnią Przemysłową w Gdańsku. W 1980 wstąpiła do „Solidarności”, zasiadała w Krajowej Komisji Koordynacyjnej Służby Zdrowia NSZZ „S”.
Od 1989 do 2001 sprawowała mandat posłanki na Sejm z ramienia Komitetu Obywatelskiego, Unii Demokratycznej i Unii Wolności. Była wicemarszałkiem Sejmu X i II kadencji, przewodniczyła Komisji Regulaminowej i Spraw Poselskich i Komisji Etyki Poselskiej, pełniła funkcję zastępcy przewodniczącego Komisji Spraw Zagranicznych, reprezentowała Sejm w Zgromadzeniu Parlamentarnym Rady Europy w latach 1990–1993. W 2001 z ramienia komitetu Blok Senat 2001 została wybrana na senatora V kadencji z okręgu gdańskiego, zasiadała w Komisji Emigracji i Polaków za Granicą oraz Komisji Polityki Społecznej i Zdrowia. W 2004 bez powodzenia kandydowała do Parlamentu Europejskiego. W 2005 nie ubiegała się o reelekcję w wyborach parlamentarnych.
Była członkinią rady Fundacji im. Stefana Batorego. W 2005 przystąpiła do Partii Demokratycznej – demokraci.pl. W 2005 została prezesem zarządu Stowarzyszenia Pamięci Narodowej. Była członkinią rady programowej Kongresu Kobiet, a od 2011 „ministrem zdrowia” w gabinecie cieni Kongresu Kobiet. Była członkinią komitetu poparcia Bronisława Komorowskiego przed wyborami prezydenckimi w 2010 i w 2015.
30 czerwca 2018 została pochowana na cmentarzu Srebrzysko w Gdańsku (rejon IV, taras I, rząd 1a, grób 36).

## Wyniki w wyborach ogólnopolskich
| Wybory | Komitet wyborczy | Komitet wyborczy                  | Organ                            | Okręg             | Wynik            |
| ------ | ---------------- | --------------------------------- | -------------------------------- | ----------------- | ---------------- |
| 1989   |                  | Komitet Obywatelski „Solidarność” | Sejm X kadencji                  | nr 23             | 106 229 (79,59%) |
| 1991   |                  | Unia Demokratyczna                | Sejm I kadencji                  | nr 22             | 17 880 (3,63%)   |
| 1993   | Sejm II kadencji | Unia Demokratyczna                | nr 11                            | 25 182 (4,58%)    |                  |
| 1997   |                  | Unia Wolności                     | nr 11                            | Sejm III kadencji | 27 056 (4,74%)   |
| 2001   |                  | Blok Senat 2001                   | Senat V kadencji                 | nr 24             | 117 415 (32,13%) |
| 2004   |                  | Unia Wolności                     | Parlament Europejski VI kadencji | nr 1              | 25 211 (6,37%)   |

## Życie prywatne
Córka generała Aleksandra Krzyżanowskiego (pseudonim „Wilk”), dowódcy Armii Krajowej na Wileńszczyźnie, i Janiny. Była żoną Jerzego Krzyżanowskiego, profesora i pracownika Polskiej Akademii Nauk. Miała córkę Magdalenę.

## Odznaczenia i upamiętnienie
Odznaczenia i wyróżnienia
- Krzyż Komandorski z Gwiazdą Orderu Odrodzenia Polski (w uznaniu wybitnych osiągnięć w działalności niepodległościowej, państwowej i publicznej, za zasługi na rzecz ochrony zdrowia i przemian demokratycznych w Polsce, 2014)[15]
- Krzyż Walecznych
- Odznaka honorowa „Za Zasługi dla Ochrony Praw Człowieka” (2016)[16]
- Medal Księcia Mściwoja II (2015)[17]

Upamiętnienie
W 2019 jej wizerunek znalazł się na muralu „Kobiety Wolności” na stacji PKM Strzyża w Gdańsku. W 2021 jej imieniem nazwano salę nr 412 w budynku U w kompleksie budynków Sejmu przy ul. Wiejskiej 1, a w 2023 aleję parkową w parku Tadeusza Mazowieckiego w Warszawie.